# Adrien de Gerlache (M900)
L’Adrien de Gerlache (M900) est un ancien dragueur de mines/escorteur belge de classe Algerine conçue pour la Royal Navy et la Marine royale canadienne durant la Seconde Guerre mondiale.

Il a servi dans la Force Navale Belge du 29 novembre 1949 au 11 juin 1970. Il porte le nom du baron Adrien de Gerlache de Gomery (1866-1934) célèbre explorateur de l'Antarctique.

## Histoire
Royal Navy :

Il a été construit sur le chantier naval irlandais Harland and Wolff de Belfast en 1944.
Il est lancé pour la Royal Navy sous le nom de HMS Liberty  avec le numéro de coque J391 puis M391.
Force Navale :

Le 29 novembre 1949 il entre en service dans la Force navale belge sous le nom de Adrien de Gerlache avec de numéro de coque M900. Il effectue de nombreuses missions de dragages et déminages sur les côtes belges et en mer du Nord lors de campagne de l'OTAN.

Retiré du service en 1958 il est transformé en BSL (Bâtiment de Soutien Logistique) et son armement est débarqué. En 1959, il est remis en service comme BSL A954 Adrien de Gerlache.

Sa carrière se termine en 1970. Il est vendu pour démolition le 26 juin 1970 au chantier J. Bakker P.V.B. du port de Bruges.

## Note et référence
1. ↑  « ASDIC 144Q type »
2. ↑  « HMS Liberty (J391) sur site naval-history.net »